# John Anders Bjørkøy
John Anders Bjørkøy (8 gennaio 1979) è un ex calciatore norvegese, di ruolo centrocampista.

## Carriera

### Club
Bjørkøy iniziò la carriera nello Skjetten ed in seguito si trasferì al Raufoss. Esordì per questo club, militante nell'Adeccoligaen, in data 30 aprile 2000: fu infatti titolare nel successo per due a uno in casa dello HamKam. Il 21 maggio segnò la prima rete, ai danni dello Skeid (che però si impose nella stessa gara per due a uno).
Nel 2004, si trasferì allo Hønefoss. Il debutto arrivò il 12 aprile dello stesso anno, quando il club fu sconfitto in casa per uno a zero dallo Strømsgodset. Il 16 maggio andò in rete contro la sua ex squadra del Raufoss: contribuì così al successo per tre a uno del suo Hønefoss.
Nell'estate 2005, fu acquistato dal Fredrikstad. Il 24 luglio esordì così nella Tippeligaen, giocando da titolare nel successo per due a uno sul Lyn. Il 2 ottobre arrivò anche la prima rete nella massima divisione norvegese, nel successo per due a uno in casa del Bodø/Glimt. Il 12 novembre 2006 fu titolare nel successo per tre a zero sul Sandefjord nella finale della Coppa di Norvegia. Il 16 agosto successivo debuttò anche nelle competizioni europee per club, giocando il secondo turno di qualificazione alla Coppa UEFA 2007-2008 contro lo Hammarby, ma in quella gara il club norvegese uscì sconfitto per due a uno.
Nel 2008 passò al Lillestrøm. Il debutto fu datato 30 marzo, quando venne schierato titolare nel pareggio per uno a uno contro il Tromsø. Il 3 agosto segnò nel successo per tre a uno sullo Strømsgodset.
Nel 2009 fu acquistato dall'Odd Grenland, club per cui esordì nella sconfitta casalinga per tre a due proprio contro il Lillestrøm: sostituì Håvard Storbæk nel corso del secondo tempo. A giugno 2011 rescisse il contratto con il club, a causa di un colpo alla testa subito un anno e mezzo prima e che non gli aveva permesso di giocare più da allora, ritirandosi così dall'attività agonistica.

### Nazionale
Bjørkøy giocò due partite per le selezioni giovanili norvegesi, una per la Norvegia under 20 e una per la Norvegia under 21. Il 7 febbraio 2007 debuttò per la Nazionale maggiore: giocò infatti uno spezzone della partita tra Norvegia e Croazia, in sostituzione di Anders Rambekk.

## Statistiche

### Cronologia presenze e reti in Nazionale
| Cronologia completa delle presenze e delle reti in nazionale ― Norvegia | Cronologia completa delle presenze e delle reti in nazionale ― Norvegia | Cronologia completa delle presenze e delle reti in nazionale ― Norvegia | Cronologia completa delle presenze e delle reti in nazionale ― Norvegia | Cronologia completa delle presenze e delle reti in nazionale ― Norvegia | Cronologia completa delle presenze e delle reti in nazionale ― Norvegia | Cronologia completa delle presenze e delle reti in nazionale ― Norvegia | Cronologia completa delle presenze e delle reti in nazionale ― Norvegia |
| Data                                                                    | Città                                                                   | In casa                                                                 | Risultato                                                               | Ospiti                                                                  | Competizione                                                            | Reti                                                                    | Note                                                                    |
| ----------------------------------------------------------------------- | ----------------------------------------------------------------------- | ----------------------------------------------------------------------- | ----------------------------------------------------------------------- | ----------------------------------------------------------------------- | ----------------------------------------------------------------------- | ----------------------------------------------------------------------- | ----------------------------------------------------------------------- |
| 7-2-2007                                                                | Fiume                                                                   | Croazia                                                                 | 2 – 1                                                                   | Norvegia                                                                | Amichevole                                                              | -                                                                       | 80’                                                                     |
| 22-8-2007                                                               | Oslo                                                                    | Norvegia                                                                | 2 – 1                                                                   | Argentina                                                               | Amichevole                                                              | -                                                                       | 90’                                                                     |
| 17-10-2007                                                              | Sarajevo                                                                | Bosnia ed Erzegovina                                                    | 0 – 2                                                                   | Norvegia                                                                | Qual. Euro 2008                                                         | -                                                                       | 90+2’                                                                   |
| 6-2-2008                                                                | Wrexham                                                                 | Galles                                                                  | 3 – 0                                                                   | Norvegia                                                                | Amichevole                                                              | -                                                                       | 77’                                                                     |
| Totale                                                                  |                                                                         | Presenze                                                                | 4                                                                       |                                                                         | Reti                                                                    | 0                                                                       |                                                                         |

## Palmarès

### Giocatore

#### Club

##### Competizioni nazionali
- Coppa di Norvegia: 1

Fredrikstad: 2006